# Bipaliinae
I Bipaliinae Von Graff, 1896 sono una sottofamiglia di planarie terrestri.

## Tassonomia
La sottofamiglia è composta da 4 generi:
- Bipalium Stimpson, 1857
- Humbertium Ogren & Sluys, 2001
- Novibipalium Kawakatsu et al., 1998
- Diversibipalium Kawakatsu et al., 2002

## Distribuzione
Naturalmente assenti dai continenti americano ed europeo, alcune specie, come Bipalium kewense, Bipalium adventitium e Diversibipalium multilineatum, sono state introdotte in varie parti del mondo.

## Galleria d'immagini

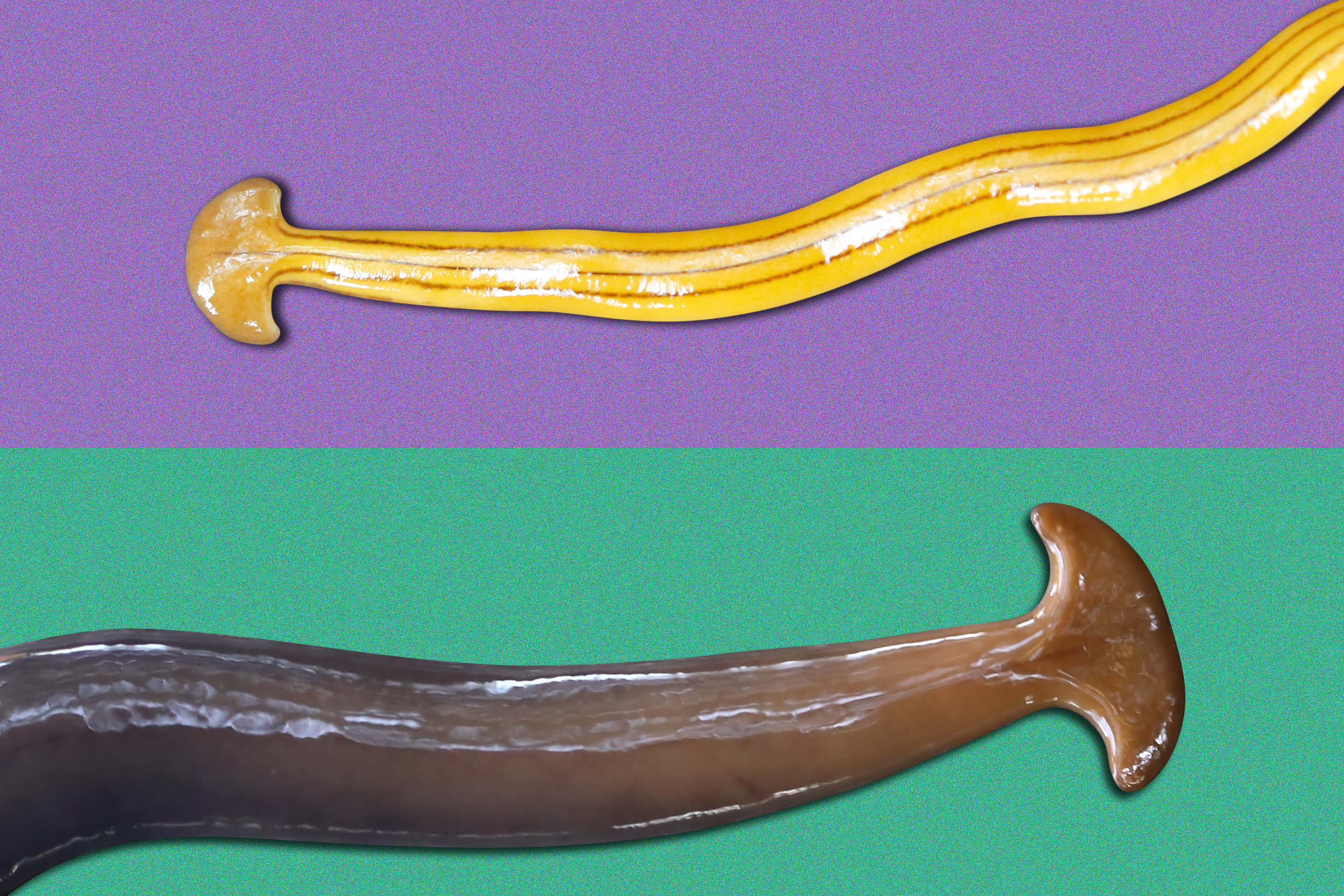
Bipalium kewense
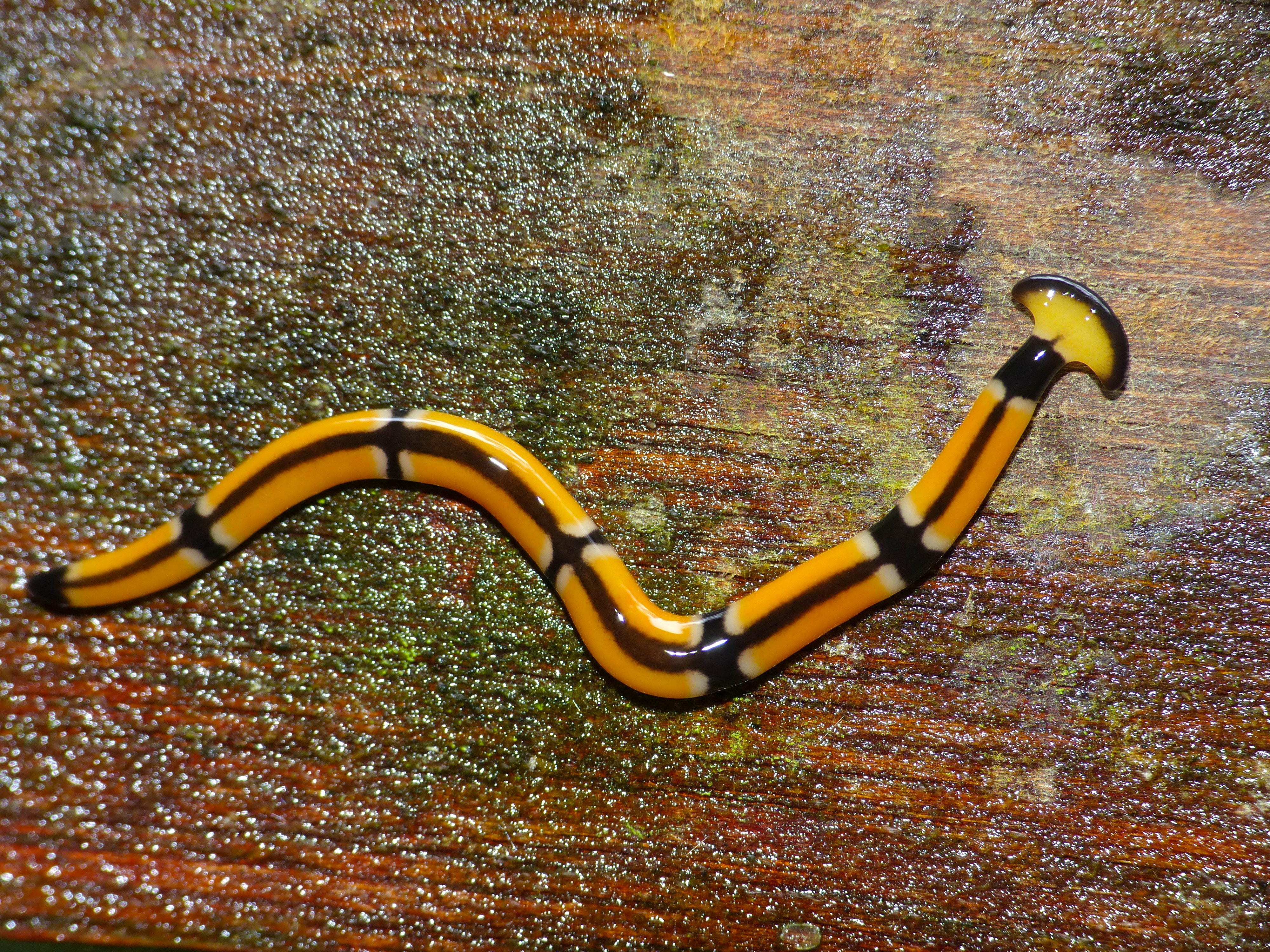
Bipalium sp.
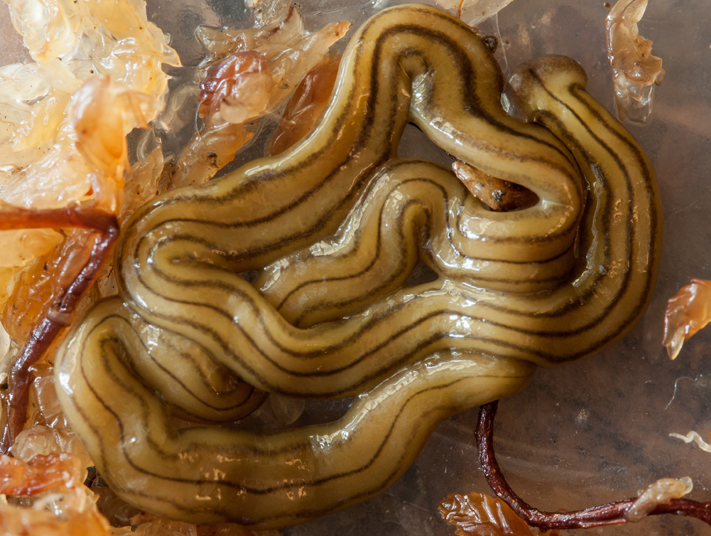
Diversibipalium multilineatum